# Зброя, мікроби і харч
«Зброя, мікроби і харч: Витоки нерівностей між народами» (назва оригіналу — англ. Guns, Germs, and Steel: The Fates of Human Societies, тобто «Гармати (чи рушниці), мікроби та сталь: долі людських суспільств») — книга американського еволюційного біолога Джареда Даймонда, професора географії та фізіології Каліфорнійського університету в Лос-Анджелесі. У 1998 році книгу було нагороджено Пулітцерівською премією в номінації «загальна нехудожня література» та премією «Авентіс».
В книзі досліджені географічні, біологічні, технологічні та соціальні фактори, завдяки яким цивілізаційний розвиток людських суспільств на різних континентах протікав з фатально різною швидкістю.

## Тематична спрямованість праці
Книга присвячена пошуку відповіді на питання Ялі — жителя Нової Гвінеї, яке було поставлене автору в липні 1972 року: «Як так сталося, що ви, білі люди, виробили так багато карго і привезли його на Нову Гвінею, а ми, чорні люди, маємо так мало власного карґо?» (під «карґо» тут мається на увазі узагальнена сукупність матеріальних благ, якими не володіла Нова Гвінея до колонізації її у першій половині 19 століття). З практичної точки зору автор намагається дати відповідь на питання про механізми виникнення, розвитку, розквіту та занепаду дрібномасштабних або зниклих суспільств, а також визначити місце в системі цих механізмів географічних, культурних, екологічних і технологічних чинників. Таким чином Даймонд розкриває первинні історичні причини нерівностей сучасного світу, які, на його думку, криються в глибинах доісторичного розвитку людства. Зокрема, він намагається на основі масштабних міжконтинентальних порівнянь і залучення широкого спектра останніх досягнень історії, біології, лінгвістики, археології, епідеміології, біогеографії, палеонтології та екології пояснити «найзагальнішу схему історії», давши відповідь на банальні, на перший погляд, питання, за яким насправді стоять цілі епохи, наприклад, чому саме Європа протягом п'ятисот років диктувала свою непохитну волю решті світу, а не первісні суспільства ацтеків чи інків, які стали першими жертвами іспанських конкістадорів; як сталося, що нація гордих воїнів-індіанців була витіснена (знищена) нацією фермерів тощо.
Автор спробував написати коротку історію всіх людських суспільств на останні 13 тисяч років, причому автор намагається поєднати у своїй праці елементи наукового та літературного викладу і повністю відмовляється від расистсько-ідеологічних начал для пояснення історії людства. Усвідомлюючи свою ініціаторську роль, він пише, що його праця — всього лише невелика за обсягом розвідка, яка має бути поглиблена шляхом подальших досліджень.

## Пролог
Даймонд так і не дає задовільну відповідь на питання Ялі, оскільки відповідь на нього, в принципі проста і зрозуміла — тому що Європа створила набагато розвиненішу з матеріальної точки зору культуру на основі влади і багатства. І тут необхідно зробити певне розмежування. Відповідь на питання про причину того, чому саме суспільствам на заході євразійського континенту вдалося досягти подібного успіху, треба шукати не у праці Даймонда, а у неодноразово згаданих ним дванадцятитомній праці видатного британського вченого Арнольда Тойнбі «Дослідження історії» та в «Піднесенні Заходу» Вільяма Мак-Ніла. А дослідженню причини того, чому цього не спромоглися досягти первісні суспільства решти світу і присвячена праця Даймонда.
Перш ніж сформулювати головні тези своєї праці, автор розглядає три, на його думку, головні джерела критики свого дослідження:
1. Якщо ми зможемо пояснити, чому одні народи запанували над іншими, хіба це пояснення не стане виправданням цього панування? — Не слід сплутувати з'ясування причин із виправданням наслідків, оскільки психологи намагаються зрозуміти психіку вбивць і ґвалтівників, соціальні історики прагнуть зрозуміти геноцид, а медики дошукуються причин людських захворювань. Ці дослідники ставлять за мету не виправдати вбивство, зґвалтування, геноцид або хворобу; натомість вони намагаються скористатися своїм розумінням причинового ланцюга для того, щоб перервати цей ланцюг.
2. Хіба порушення питання Ялі автоматично не передбачає європоцентричний підхід до історії та одержимості величчю Західної Європи та європеїзованої Америки? — Більша частина цієї праці присвячена неєвропейським народам та контактам між ними, зокрема відносинам між корінними народами Субсахарської Африки, Південно-Східної Азії, Індонезії та Нової Гвінеї. А подальший порівняльний аналіз елементів європейських та неєвропейських культур засвідчить, що більшість корінних ознак європейських культур розвинулися поза межами Європи і вже потім потрапили до неї.
3. Хіба вживання таких слів, «цивілізація», «постання цивілізації» не створюють враження величі прогресу останніх 13 тисяч років, в той час, як первісні мисливці-збиральники на такому фоні виглядають смішно і жалюгідно? — Даймонд зовсім не намагається стверджувати позитивну роль прогресу людства за останні тисячоліття, проте і не відноситься до нього негативно, оскільки зазначає, що людина сучасна має вищий рівень медичного обслуговування, нижчий ризик насильницької смерті та вищу тривалість життя, але платою за це стала менша підтримка друзів та розширеної сім'ї, що було притаманне людині первісній.

## Виклад основних ідей
Джаред Даймонд стверджує, що основою економіки будь-якої країни, яка коли-небудь існувала на Землі, було, є і буде земля, тобто сільське господарство. Проте історично первинною була система мисливців-збирачів, елементи якої ми можемо спостерігати і сьогодні у первісних суспільствах тієї ж Нової Гвінеї чи Індонезії.
Автор стверджує, що історичний успіх європейської цивілізації, причому не тільки у завоюванні Америки, Африки та Океанії, а й у не менш важливій справі створення нематеріальних благ — шедеврів культури та науки, зумовлений у жодному разі не інтелектуально-психологічними особливостями конкретних представників конкретних культур. Причому автор наголошує на тому, що за певними характеристиками новогвінейці набагато кмітливіші за європейців, зокрема в їх умінні орієнтуватися в незнайомій місцевості, умінні створювати захисток у лісі тощо, хоча ми з упевненістю можемо сказати, що ці їхні особливості багато в чому зумовлені особливостями їх життєдіяльності, а не географічними факторами, які і зіграли ключову роль у створенні тих об'єктів матеріальної і нематеріальної культури, які сприяли становленню «європейськості» (зокрема, це зброя і, в принципі, вся техніка загалом, та, звісно ж, захворювання).
Даймонд пояснює, як розвиток сільського господарства паралельно з одомашненням тварин став головною умовою для створення цивілізацією зброї та хвороб. Такий розвиток відбувся саме в Євразії з кількох причин:
1. В Євразії, порівняно з іншими континентами, було набагато більше диких тварин, яких можна було приручити.
2. В Євразії, порівняно з іншими континентами, було набагато більше видів дикорослих рослин, які можна було вирощувати штучно і які забезпечували необхідний для людини раціон харчування.
3. В Євразії, порівняно з іншими континентами, довкілля набагато більше сприяло поширенню технологічних інновацій. В інших географічних середовищах це сповільнювалося наявністю багатьох географічних бар'єрів (пустелі, гірські хребти, льодовики, болота, джунглі).
4. Євразія є єдиним континентом, який розвивався головним чином із заходу на схід і з півночі на південь. Таким чином, тут було б легше за все переносити необхідні види рослин та тварин. В Африці та Америці одомашнені види рослин та тварин одного регіону не могли зустрітися в іншому, оскільки різні широти та кліматичні умови просто не дозволили б їм вижити.

## Неолітична революція
Праця Джареда Даймонда стверджує, що світове панування народів Євразії напряму пов'язане зі зростанням міст. Ці міста відрізнялися високою густотою населення та складністю соціальної структури, що зумовило появу:
1. Політичного класу з метою мобілізації людей та організації армії для ведення загарбницьких воєн.
2. Ремісничого класу, який забезпечував армію необхідною зброєю (мечі, обладунки тощо).
3. Інфекційних хвороб, проти яких жителі Євразії виробили частковий імунітет. Ці хвороби знищили набагато більше корінного населення Північної та Південної Америки, ніж зброя конкістадорів.

Зростання пов'язано з розвитком сільського господарства. Зростання темпів виробництва сільськогосподарської продукції у поєднанні із широким застосуванням засобів їх зберігання (консервування) частково звільнило жителів цих міст від тягаря добування їжі і таким чином дозволило присвячувати свій вільний час ремеслам, винайденням та впровадженням технологічних інновацій, створенню політичних та військових структур тощо. Це завдання лягло на плечі фермерів. Даймонд пояснює, чому первісні мисливці-збирачі були не в змозі перенаправляти харчові залишки для підтримки «невиробничих» класів, таких, як політики чи воїни.
Украй важливе значення для переходу від типу виробництва на основі полювання та збиральництва до аграрного суспільства жителів міст є наявність крупних одомашнених тварин, оскільки їх розведення забезпечувало людину не тільки м'ясом, але і необхідною тягловою силою, яка використовувалась у сільськогосподарських роботах, а також для перевезення людей і вантажів на далекі відстані. Деякі з них доволі успішно використовувалися як засоби ведення війни. Яскравим прикладом цього є активне (а часто і вирішальне) використання кавалерії аж до Першої світової війни.
Даймонд у своїй праці звертає увагу на незначну кількість видів одомашнених тварин по всьому світу — 14 зі 148 кандидатів. Для пояснення використовується принцип Анни Кареніної: наявніст навіть однієї вади у перспективних видів стає на заваді одомашнення.
Найважливіші для сільського господарства — корови, коні, вівці, кози і свині — усі родом з Євразії. Відсутність такого різноманіття одомашнених видів тварин і рослин поза межами Євразії зумовлене не тільки географією цих континентів та їх екологічними характеристиками, але і впливом міграції первісної людини. Людина прийшла до Євразії, коли її навички мисливця ще не були розвиненими повністю, тому вона мусила еволюціонувати, і цей процес не припинявся аж до виникнення землеробства та скотарства. На інші континенти, наприклад, в Америку, людина прийшла з уже розвиненими навичками мисливця і зіткнулася з тваринами, які були не готові до виживання в умовах присутності такого високорозвиненого хижака. Таким чином, деякі види рослин і тварин зникли задовго до того, як людина почала їх одомашнювати. Одомашнені тварини дрібніших розмірів можуть бути по-різному оцінені в аграрному суспільстві, але адекватної підтримки у великих масштабах даного суспільства ці види не отримають.

## Вплив інфекційних хвороб
Під час колонізації Америки 90 % корінного населення було вбито захворюваннями, привезеними європейцями зі Старого світу (це такі інфекційні хвороби, як віспа, тиф, кір, грип, бубонна чума, холера, малярія тощо).
Виникає закономірне запитання — яким же тоді чином ті самі хвороби не винищили самих європейців? Автор пояснює, що мікроби, які знищили корінних американців, могли розвиватися за двох умов:
1. Євразійське населення століттями виробляло імунітет проти цих хвороб. До того ж, тісні контакти європейців не тільки з корінним населенням, але і з невідомими їм видами тварин зумовили генетичні мутації мікробів-збудників.
2. Висока густота населення в містах Старого Світу й їх тісні зв'язки з іншими містами, що сприяло поширенню епідемій. У будь-яких населених пунктах незалежно від їх розміру, ба навіть ізольованих, у короткі терміни відбувалося поширення смертоносних інфекцій. Таким чином одна частина населення помирає, а інша виробляє імунітет. У цих умовах збудник інфекцій вже не може діяти, вбиваючи сотні та тисячі, але густа мережа зв'язків євразійського континенту, а також тотальна антисанітарія створювали ідеальні умови для виживання мікробів. Таким чином патогени можуть поширюватися від людини до людини, від міста до міста, не проявляючись у вигляді тих чи інших симптомів і не спричиняючи нові спалахи хвороби. Проте згодом (має пройти десятки років) збудник повертається до місця, де спалах був первинним у часі і де відбулося оновлення корінного покоління, яке володіло імунітетом, новим, яке хоч і перейняло на генетичному рівні певні елементи імунітету предків, але, на жаль, безсиле у протистоянні з хворобою. Тим паче, вони не могли бути інфікованими раніше, тому власного імунітету вони не мають.

## Стиль написання
Ця праця в певному сенсі слова є типовим науковим текстом, притаманним для США. На відміну від викладу, що зустрічається у творах європейських авторів, стиль Даймонда характеризується певною новизною, оскільки автор, повторюючи ті самі поняття, прагне зробити серію риторичних запитань, аби залучити читача до спільного пошуку відповіді. Крім того, він завжди наводить багато прикладів на підтвердження власних слів.

## Український переклад
У 2009 році видавництво «Ніка-Центр» видало книгу «Зброя, мікроби і харч» в перекладі українською мовою. До видання було включено післямову Джареда Даймонда до видання 2003 року і післямову автора українського перекладу Тараса Цимбала.